# Pete Maravich
Peter Press Maravich (* 22. Juni 1947 in Aliquippa, Pennsylvania; † 5. Januar 1988 in Pasadena, Kalifornien), auch bekannt unter seinem Spitznamen Pistol Pete, war ein US-amerikanischer Basketballspieler. 
Von 1970 bis 1980 spielte er in der NBA für die Atlanta Hawks, New Orleans/Utah Jazz, sowie die Boston Celtics und wurde in seiner Zeit in der US-Profiliga unter anderem fünfmal NBA-All-Star, einmal NBA-Scoring-Champion und viermal Mitglied im All-NBA-Team. Im Jahr 1987 wurde Maravich in die Naismith Memorial Basketball Hall of Fame aufgenommen.

## Karriere
Peter "Pete" Maravich wurde als Sohn des serbischstämmigen College-Basketballtrainiers Petar "Press" Maravich geboren. Unter Anleitung seines Vaters erlernte Maravich bereits früh die Grundlagen des Basketballs. Nachdem sein Vater 1966 eine Stelle als Cheftrainer an der Louisiana State University (LSU) annahm, wechselte Maravich nach seinem Highschoolabschluss 1966 ebenfalls an die LSU.

### College
Maravich wurde für seine spektakuläre Spielweise von den Fans geliebt und von den Trainern gehasst. Seinen Spitznamen erhielt er, weil er Pässe aus der Hüfte „schoss“. 
Während seiner College-Zeit unter seinem Vater für die LSU Tigers, stellte Maravich Punkterekorde auf, die bis heute Bestand haben. In drei Jahren hatte er einen Punkteschnitt von über 44 Punkten pro Spiel und führte jedes Jahr die NCAA in dieser Kategorie an. Allerdings war sein Team dabei nie sonderlich erfolgreich.

### NBA
Die Atlanta Hawks wählten Maravich im Draft von 1970 an dritter Stelle. Im Anschluss an seine erste Spielzeit wurde er ins NBA All-Rookie Team berufen. 1974 wurde er zu den neugegründeten New Orleans Jazz transferiert, wo er als Aushängeschild und Publikumsmagnet die Jazz repräsentieren sollte. Maravich war mit Louisiana aufgrund seiner erfolgreichen Collegezeit an der LSU verwurzelt. Er war Star des Teams, wurde mehrmals NBA-All-Star und 1977 bester Scorer der Liga mit 31,1 Punkten pro Spiel. In diesem Jahr gelang Maravich für die Jazz ein 68-Punktespiel gegen die New York Knicks. Die 68 Punkte waren sowohl Maravichs Karrierebestleistung wie auch Klubrekord der Jazz der bis heute Bestand hat.
Maravich blieb in der NBA ein spektakulärer, aber zugleich erfolgloser Spieler. Er erreichte mit den Jazz nicht ein einziges Mal die Playoffs. 1980 beendete er im Alter von 32 seine Karriere, nachdem er kurzzeitig mit Larry Bird bei den Celtics spielte. Maravich plagten schon seit einigen Jahren Knieprobleme, was sich auch auf seine Leistungen auswirkte, die immer schwächer wurden. 
Während seiner Karriere erzielte Maravich im Schnitt 24,2 Punkte, 4,2 Rebounds und 5,4 Assists in 658 NBA-Spielen und wurde fünfmal in das NBA All-Star Game, sowie viermal in das All-NBA-Team gewählt. In der Spielzeit 1976/77 führte er die Liga zusätzlich in erzielten Punkten an.

## Erfolge und Auszeichnungen

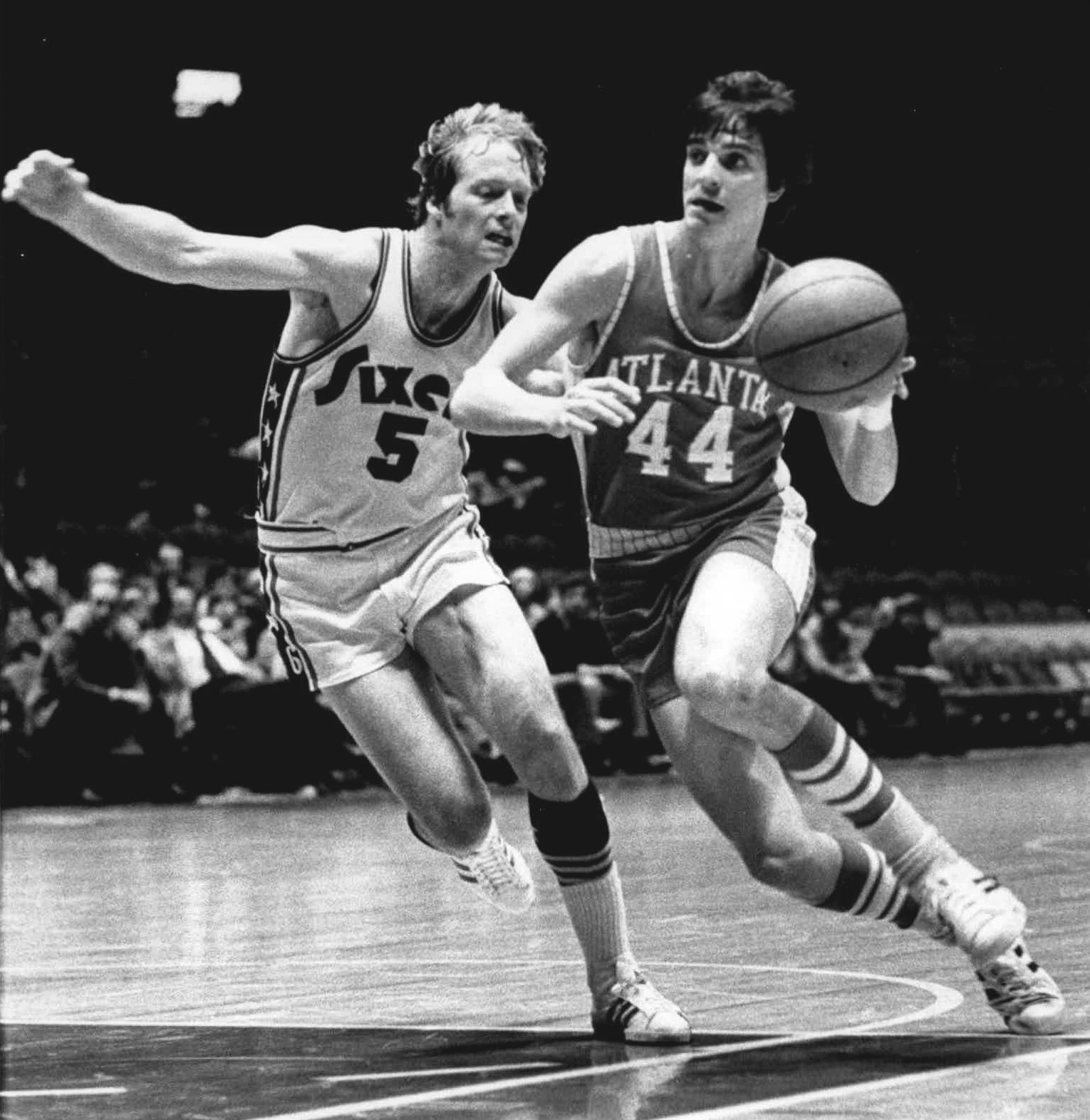
Maravich (rechts) im Trikot der Atlanta Hawks, 1974

- NBA All-Star (5): 1973, 1974, 1977, 1978, 1979
- All-NBA First Team (2): 1976, 1977
  - All-NBA Second Team (2): 1973, 1978
- NBA-Scoring-Champion: 1977
- NBA All-Rookie Team: 1970

Im Mai 1987 wurde „Pistol Pete“ in die Naismith Memorial Basketball Hall of Fame aufgenommen. Er wird zudem auf der Liste der 50 besten NBA-Spieler aller Zeiten geführt. 2021 wurde Maravich für seinen herausragenden Einfluss auf die NBA von dieser in das NBA 75th Anniversary Team aufgenommen.
Maravichs Trikotnummer 7 wurde sowohl von den Utah Jazz und, für seine Verbundenheit zum Staate Louisiana, von den New Orleans Hornets (heute Pelicans) zurückgezogen. Bei den Atlanta Hawks wird die Nummer 44, die er in seiner Zeit dort trug, nicht mehr vergeben. Maravichs ehemalige Universität LSU zog die Trikotnummer 23 zu seinen Ehren zurück.
Im Belgrader Stadtteil Krnjača wurde eine Straße nach ihm benannt.

## Tod
Am 5. Januar 1988 starb Maravich im Alter von 40 Jahren bei einem Basketballspiel in einer Sporthalle in Pasadena an einem Herzanfall. Kurz vor seinem Anfall fragte ihn einer seiner Freunde, wie es ihm geht. Maravich antwortete mit „I feel great“ („Ich fühle mich großartig“). Später stellte man bei ihm fest, dass ihm die linke Koronararterie am Herzen fehlte. Dieser äußerst seltene Defekt führt normalerweise schon im Kindesalter zum Tod. Es wird angenommen, dass Maravich so „alt“ werden konnte, weil er so viel Sport trieb.